# Piérie (district régional)
La Piérie (grec moderne : Πιερία) est l'un des 74 districts régionaux de Grèce, situé dans la partie méridionale de la Macédoine-Centrale, dans la province historique de Macédoine. Plus petit district de Macédoine, sa capitale est Kateríni. La Piérie a son importance dans la géomythologie grecque pour abriter le mont Olympe et le mont Piérus, d'où Hermès prit son envol pour rendre visite à Calypso et où se trouve la source piérienne sacrée des Piérides et des Muses, métaphore de l'inspiration artistique et scientifique. 

## Administration
Le district régional de Pierie est divisé en 3 dèmes :

- Pýdna-Kolindrós (3)
- Kateríni (1)
- Díon-Ólympos (2)

### Nome
La création du district régional de Pierie résulte du Programme Kallikratis, réforme territoriale grecque de 2011. Le districrt régionae remplace le nome du même nom (grec moderne : Νομός Πιερίας), tout en gardant ses limites territoriales. Les dèmes furent cependant réorganisés :
| Nouveau dème    | Ancien dème     | Siège     |
| --------------- | --------------- | --------- |
| Díon-Ólympos    | Dion            | Litóchoro |
| Díon-Ólympos    | Olympe oriental | Litóchoro |
| Díon-Ólympos    | Litóchoro       | Litóchoro |
| Kateríni        | Kateríni        | Kateríni  |
| Kateríni        | Elafína         | Kateríni  |
| Kateríni        | Korinós         | Kateríni  |
| Kateríni        | Paralía         | Kateríni  |
| Kateríni        | Pétra           | Kateríni  |
| Kateríni        | Piérii          | Kateríni  |
| Pýdna-Kolindrós | Egínio          | Egínio    |
| Pýdna-Kolindrós | Kolindrós       | Egínio    |
| Pýdna-Kolindrós | Méthone         | Egínio    |
| Pýdna-Kolindrós | Pydna           | Egínio    |